# Simptomatska terapija multiple skleroze
Simptomatska terapija multiple skleroze, je oblik lečenje kojim se otklanjaju samo pojedini simptomi bolesti, ali ne i osnovni uzrok bolesti. Primena simptomatske terapije u MS, pre svega, treba da olakša svakodnevne aktivnosti bolesnika i spreči ozbiljne komplikacije kao što su upala pluća, plućna embolija, tromboembolija, osteoporoza, dekubitus, kontrakture, infekcije mokraćnog sistema dehidracija itd.
Simptomi u multiploj sklerozi su nepredvidljivi i različiti kod različitih bolesnika, kao i u istog bolesnika u različitim fazama bolesti. Dok pojedini simptomi dolaze i prolaze, drugi mogu biti dugotrajniji ali i stalni.

## Vrste simptomatske terapije MS
Za lečenje brojnih simptoma MS, osim, promene u načinu života, primenjuje se;

#### Terapija lekovima
1. Terapija spasticiteta; 
Spasticitet je simptom MS vrlo otporan na terapiju. Oko 90% bolesnika u progresivnoj fazi MS, ima povišen tonus muskulature spastičnog tipa, koji oni doživljavaju kao zategnutost i ukočenost nogu ili kao tup bol. Spasticitet je izraženiji na donjim udovima, nekada praćen fleksionim ili ekstenzionim spazmima. Kao posledica izraženog hipertonusa, mogu nastati i kontrakture, ankiloze i dekubitusne promene.
Medikamentozna terapija spasticiteta - može se primeniti peroralno, intramuskularno i blokadom nerva.
- Peroralni spazmolitici;

- , ® je GABA agonist koji deluje putem aktivacije GABA receptora u kičmenoj moždini i inhibira mono i polisinaptičke reflekse. Terapija počinje malim dozama leka, a zatim se povećava do optimalne koja iznosi 60 do 75 mg denvno (3 x 20 ili 25 mg). Lek može izazvati blaža neželjena dejstva u vidu adinamije, pospanosti, depresivnog raspoloženja, vrtoglavice. Terapija se ne sme prekidati naglo, zbog moguće pojave epileptičnih napada ili halucinacija.
-  - aktivira GABA receptore u CNS i povećava presinaptičku inhibiciju na nivou kičmene moždine i smanjuje spontano pražnjenje neurona u moždanom stablu. Lečenje počinje malim dozama leka, (2-5 mg 2 x na dan).
- , ®, lečenje ovim lekom počinje dnevnom dozom 3 x l mg, sa postepenim povećanjem doze do 36 mg dnevno. Osim što deluje na spasticitet, ovaj lek normalizuje i funkciju detrusora mokraćne bešike.
-  - se primenjuje kod bolesnika koji nisu dobro reagovali na baklofen, tinazidin i diazepam, koji nisu mogli podneti sedaciju koju izazivaju ti lekovi i kod nepokretnih bolesnika sa jako izraženim spasticitetom i bolnim spazmima. On deluje periferno, inhibicijom kontrakcija mišića, u dozi 50-75 mg do 100-400 mg dnevno. Lek poseduje jako hepatotoksično dejstvo, i zato se njegova primena, kad god je to moguće izbegava.

- Intramuskularni spazmolitci;

- Za intramuskularno lečenje spasticiteta, ili lokalnu terapiju spasticiteta, primenjuje se botulinski toksina tipa A Botox® direktnim ubrizgavanjem u mišić, u jednokratnoj dozi od 300 U. Primena Botoxa je indikovana kod dugotrajnih i na lekove otpornog spasticiteta u MS.

- Blokada perifernih nerava;

- Blokada nerava sprovodi se alkoholom i fenolom, ali je jako bolna za bolesnika i primjenjuje se samo za lečenje lokalnog spasticiteta.

2. Terapija bolnog sindroma;
Trigeminalna neuralgija, bol u predelu lica, paroksizmalne parestezije u udovima, (najčešće kao kratkotrajan peckav bol), dizestezija kvaliteta „pečenja“, Lermitov znak i hroničan bol u leđima koji nastaje najčešće nakon mehaničkog naprezanja zbog ataksije i slabosti su najčešće karakteristik bolnog sindroma u MS. Lečenje bolnog sindroma sprovodi se primenom sledećih simptomatskih lekova;
- Karbamazepin, , amitriptilin, fenitoin i baklofen, koriste se u lečenju trigeminalne neuralgije ili neprijatne parestezije.
- Gabapentin
- Oxcarbazepine
- Nesteroidni antiinflamatorni lekovi,  koriste se u lečenju hroničnog bola u leđima.

3. Terapija depresije i emocionalne labilnosti;
- ,  u dozi 25 do 75 mg.
- , 20  dnevno.

4. Terapija poremećaja zadržavanja mokraće;
- , probantin, imipramin i drugi lekovi iz grupe antiholinergičkih lekova svojim povoljnim dejstvom na kontrolu sfinktera, utiču na zadržavanje mokraće i regulisanje drugih urinarnih smetnji. Primenjuju se u početnoj dozi 3 do 4 x po 15 mg dnevno, a oksibutin 4 x 5 do 10 mg. U najtežim slučajevima kada je kapacitet bešike jako mali, može se primeniti intravensko ubrizgavanje kapsaicina.
- Triciklični antidepresivi,  i , zbog njihovog sistemskog antiholinergičkog dejstva, povoljno utiče na zadržavanje mokraće, primenjen u dozi 50 do 150 mg pre spavanja.

5. Terapija poremećaja defekacije;
U ovu grupu poremećaja, koji su prisutni u oko 50% slučajeva MS, najčešće spada; opstipacija (zatvor) ili inkontinencija (nemogućnost zadržavanja stolice). Ovi poremećaji se leče;
- Laksativi,  u slučaju zatvora (opsipacije).
- Loperamid® u slučaju inkontinencije stolice. Ovi su poremečaji zastupljeni u oko 50% slučajeva.

6. Terapija seksualnih disfunkcije;
Seksualne disfunkcije - zastupljene su u oko 75% slučajeva kod muškaraca i u 50% slučajeva kod žena. Leče se sledećim lekovima koji mogu poboljšati erektilne poteškoće u mnogim slučajevima MS;
- Sildenafil, , Johimbin®, (alfa 2 agonist), 10-20 mg pre seksualnog odnosa.

7. Terapija zamora i nedostatka energije (astenija);
- Amantadin  2x100 mg dnevno.
- Acetil L-karnitin (1.000 mg jedmom dnevno)
- Modafinil,
- Pemoline,

U toku primene ovih lekova kao nus efekat može se javiti nesanica.

#### Fizikalna terapija
Fizikalna terapija je vrlo važan deo lečenja bolesnika sa multiplom sklerozom, koja pored vežbi relaksacije i istezanja, primenjuje i brojne druge procedure za poboljšanje kontrole pokreta, vežbe ravnoteže i vežbe snage.
Primenom fizikalne terapije postižu se dva najvažnija cilja u lečenju MS;
- Otklanjanje svih faktora koji povećavaju spasticitet (kao što su bolni nadražaji, infekcija mokraćnih kanala, dekubitusi, itd ).
- Smanjenje spasticiteta mišića, pasivnim a zatim i aktivnim vežbama, uz krioterapiju (koja je i najvažnija) - aplikacijom hladnoće u predelu pojedinih grupa mišića.

#### Govorna terapija
Govorna terapija, je posebana vrsta lečenja poremećaja govora, koju sprovode logopedi. Ona ima za cilj da obolelom od MS pomogne u rešavanju, bolešću izazvanih, govornih nedostata, koji otežavaju komunikaciju sa drugim ljudima i umanjuju radnu sposobnost.

#### Radna terapija
Radna terapija je proces kojim se kroz pravilno usmerene aktivnosti razvija, obnavlja ili održava samostalnost osobe obolele od MS u svakodnevnim aktivnostima, sprečava invaliditet i poboljšava kvaliteta života.
Radna terapija je pre svega namenjena obolelima od MS, čije su sposobnosti održavanja lične nege, radna aktivnosti i aktivnosti u slobodno vreme ugrožene ili oštećene bolešću, starenjem, psihološkim problemima, ili kombinacijom navedenih.

#### Psihoterapija
Psihoterapija kod MS je proces lečenja, koji se odvija između bolesnika i terapeuta , i sastoji se od niza verbalnih i neverbalnih tehnika koje imaju za cilj da bolesnika dovedu u stanje boljeg mentalnog funkcionisanja ili eliminišu simptome mentalnih poremećaja.
Depresija, emocionalna labilnost, kognitivni poremećaji, se ponekada teško klinički prepoznaju, ali na njih treba obratiti pažnju kod svih bolesnika koji pokazuju znake; poremećaja spavanja, raždražljivost, nesnalaženja u svakodnevnom životu, kao i znake neuspešnosti u fizikalnoj i medikamentnoj terapiji.
Dok se depresija i emocionalna labilnost donekle mogu lečiti, pored psihoterapije i medikamentima, dotle za kognitivne poremećaje ne postoji adekvatna medikamentozna terapija. Zato se primenom psihoterapije zajedno sa kognitivne rehabilitacije bolesnici mogu naučiti da koriste kompenzatorne mehanizme.

## Spoljašnje veze
- (језик: енглески)NIH spisak kliničkih ispitivanja vezanih za MS
- (језик: енглески) rekord za Pregled multiple skleroze
- (језик: португалски) - Multipla skleroza
- (језик: португалски) - Sve o multiploj sklerozi
- (језик: португалски)- Multipla skleroza

|  | Molimo Vas, obratite pažnju na važno upozorenje u vezi sa temama iz oblasti medicine (zdravlja). |